# بارتولوس دو ساکسفراتو
بارتولوس دو ساکسفراتو (ایتالیایی: Bartolo da Sassoferrato؛ ۱۳۱۳–۱۳ ژوئیه ۱۳۵۷) یک استاد حقوق ایتالیایی و یکی از برجسته‌ترین حقوقدانان حقوق رومی قرون وسطی در قاره اروپا بود. او به مکتبی معروف به مفسران یا پساگلاسان تعلق داشت.  تحسین نسل‌های بعدی حقوقدانان مدنی  با این ضرب‌المثل نشان داده می‌شود: "nemo bonus íurista nisi bartolista" - هیچ‌کس حقوقدان خوبی نیست مگر اینکه بارتولستی (یعنی پیرو بارتولوس) باشد.

## زندگی و آثار
بارتولوس در روستای وناتورا، نزدیک ساسوفراتو، در منطقه مارکه ایتالیا متولد شد. پدرش فرانسیسکو سوری و مادرش از خانواده آلفانی بود. او حقوق مدنی را در دانشگاه پرگوسا تحت نظر سینوس و در دانشگاه بولونیا تحت نظر اولدرادوس و بلویسو خواند و در سال ۱۳۳۴ مدرک دکترای حقوق را دریافت کرد. در سال ۱۳۳۹ او ابتدا در پیزا و سپس در پرگوسا تدریس را آغاز کرد. او سطح مدرسه حقوق پرگوسا را به سطحی برابر با بولونیا ارتقا داد و این شهر در سال ۱۳۴۸ او را به عنوان شهروند افتخاری خود انتخاب کرد. در سال ۱۳۵۵، امپراتور چارلز چهارم او را به عنوان مشاور خود منصوب کرد. در پرگوسا، بالدوس دو اوبالدیس و برادرانش آنجلوس و پتروس شاگردان بارتولوس شدند. بارتولوس در سن ۴۳ سالگی در پرگوسا درگذشت و در کلیسای سان فرانسیسکو با بنایی که روی آن "Ossa Bartoli" نوشته شده بود، به خاک سپرده شد.
علیرغم عمر کوتاه خود، بارتولوس تعداد قابل توجهی آثار از خود به جای گذاشت. او تفسیرهایی بر تمام بخش‌های کورپوس یوریس سیویلیس نوشت. او همچنین نویسنده تعداد زیادی رساله در موضوعات خاص است. از جمله این رساله‌ها کتاب معروف او در مورد قوانین مربوط به رودخانه‌ها (De fluminibus seu Tyberiadis) است. همچنین تقریباً ۴۰۰ نظر حقوقی (consilia) وجود دارد که به درخواست قضات یا طرفین خصوصی که به دنبال مشاوره حقوقی بودند، نوشته شده است.
بارتولوس مفاهیم حقوقی جدید بسیاری را توسعه داد که بخشی از سنت حقوق مدنی شد. از جمله مهم‌ترین سهم‌های او در حوزه تعارض قوانین بود - حوزه‌ای با اهمیت بسیار زیاد در ایتالیای قرن چهاردهم، جایی که هر دولت-شهر قوانین و آداب و رسوم خاص خود را داشت. بارتولوس همچنین با مسائل مختلف حقوق اساسی سروکار داشت. او در رساله خود De insigniis et armis نه تنها در مورد قانون اسلحه بلکه در مورد برخی از مشکلات قانون علامت تجاری نیز بحث کرد.
بارتولوس همچنین در مورد مسائل سیاسی، از جمله مشروعیت دولت‌های شهری، تقسیمات حزبی و رژیم‌های مستبدان کوچک ایتالیا نوشت. اندیشه سیاسی او احترام به امپراتوری را با دفاع از مشروعیت دولت‌های محلی ایتالیا متعادل می‌کرد.
اعتقاد بر این است که بارتولوس اولین نظریه‌پرداز حقوق بین‌الملل است. او و شاگردش بالدوس دو اوبالدیس مجموعه‌ای از هنجارها را تعریف کردند که استقلال و خودمختاری متقابل دولت-شهرها شمال ایتالیا را تحکیم می‌کرد، اما به سنگ بنای نظم و انضباط مشترک ایجاد شده توسط امپراتوری تبدیل شد. در حالی که شهر-دولت‌ها از نظر داخلی خودگردان بودند، روابط متقابل آنها توسط امپراتور مقدس روم اداره می‌شد.

## میراث
بارتولوس که در زمان حیات خود مشهور بود، بعدها به عنوان بزرگ‌ترین حقوقدان پس از رنسانس حقوق رومی شناخته شد. این نه تنها از گفته نقل شده در بالا، بلکه از این واقعیت نیز مشهود است که قوانین اسپانیا ۱۴۲۷/۱۴۳۳ و پرتغال ۱۴۴۶ مقرر می‌کرد که در مواردی که متون منبع رومی و گلاسه آکوریوس ساکت بودند، باید به نظرات او عمل شود. لورنتزو والا در سال ۱۴۳۱ به دلیل انتقاد از سبک لاتین بارتولوس از دانشگاه پاویا اخراج شد. حتی در انگلستان، جایی که قانون مدنی که او روی آن کار کرده بود قابل اجرا نبود، بارتولوس با احترام زیادی برگزار می‌شد. او بر نویسندگان مدنی مانند آلبریکو جنتلی و ریچارد زوش تأثیر گذاشت.
به دلیل شهرت بارتولوس، از نام او برای شخصیت یک وکیل در بسیاری از نمایش‌های ایتالیایی و آثار دیگر استفاده شده است، به عنوان مثال دکتر بارتولوس در نمایش «آرایشگر سویل» اثر پیر بومارش و در نتیجه اپرای «آرایشگر سویل» اثر جوآکینو روسی